# Филипповская (Плесецкий район)
Филипповская — деревня в Плесецком районе Архангельской области. Входит в состав Кенозерского сельского поселения.

## География
Деревня находится на восточном берегу озера Почозеро, севернее деревни Строева Горка.

## История
В 1929 — 1963 годах деревня входила в состав Приозёрного района, в 1963—1965 годах — в состав Каргопольского сельского района. До 2016 года деревня входила в состав муниципального образования «Почезерское».

## Население
| 2002 | 2010 | 2012 |
| ---- | ---- | ---- |
| 0    | →0   | →0   |

## Достопримечательности
Деревня, расположенная на территории Плесецкого сектора Кенозерского национального парка, и  являющаяся практически нежилой, представляет интерес, как место с древним храмовым ансамблем.
- Храмовый комплекс Почозерского погоста[фр.] - уникальный памятник деревянного зодчества, включающий в себя: церковь Происхождения Честных Древ Христовых, церковь Обретения Главы Иоанна Предтечи и  шатровую колокольню, обнесенные деревянной оградой. Этот храмовый ансамбль — один из трех сохранившихся в Архангельской области и один из пяти в России ансамблей – тройников. А архитектурный прием соединения всех сооружений между собой переходами и галереей в единый комплекс вообще не имеет аналогов в России. Был закрыт в 1938 году и к началу 1980-х годов находился в аварийном состоянии. Реставрационные работы, начатые в 2001 году и затем приостановленные из-за отсутствия финансирования, удалось продолжить только в 2014 году при личной поддержке Владимира Путина. Торжественное открытие храмового комплекса состоялось в августе 2018 года[4].